# James Henry Lawrence
James Henry Lawrence, né en 1773 et mort le 17 septembre 1840 à Londres, est un romancier et poète anglais de la fin du XVIIIe siècle. 
Il est l'auteur d'une œuvre abondante, mais la postérité a surtout retenu son nom en raison de l'influence que son livre féministe, L'Empire des Nairs (1811), exerce sur le poète anglais Percy Shelley.  

## Biographie

### Enfance et jeunesse
James Henry Lawrence vient d'une famille de colons britanniques, propriétaire de plusieurs centaines d'esclaves, installée à la Jamaïque depuis le XVIIe siècle. Né en 1773, il est le fils de Mary Hall (1747-1815) et de Richard James Lawrence (1745-1830). 
Mary Hall est connue aujourd'hui pour avoir servi de modèle, au moins à deux reprises, au peintre américain Benjamin West.  
Lawrence fait ses études au collège d'Eton, non loin de Londres, entre 1782 et 1790. Il y était ce qu'on appelle un oppidan, ces étudiants admis sur la base de leur mérite et qui ont les moyens de vivre en dehors des murs du collège auprès d'un dominies ou une dame. 
En 1791, Lawrence quitte Eton pour rejoindre, avec son père, l'université de Göttingen.

### Carrière
Il a vingt ans quand il écrit, en anglais, un premier Essai sur le système des Nairs. Wieland le pousse à le traduire en allemand et le publie dans sa revue Der Neue Teutsche Merkur en 1793.
Quelques années après la publication de ce premier essai, et alors qu'il est à Weimar, Lawrence achève l'écriture, de nouveau en anglais, d'un volumineux roman (1 000 pages) destiné à illustrer ses vues sur la nécessaire abolition du mariage et de la paternité. Le roman circule sous forme manuscrite. Lawrence demeure, à l’époque, dans la même maison que Mme de Wolzogen, l'ancienne protectrice et l'amie de Schiller. C’est là que le jeune auteur fait la connaissance du poète et de sa femme. Schiller lit son manuscrit et « en parle avec tant d’éloges qu’un Libraire de Berlin » l’invite à « en essayer une traduction allemande ». Cet éditeur et professeur allemand est Unger. Celui-ci le fait paraître à Berlin sous le titre Das Paradies der Liebe, dans son Journal der Romane en 1801. Lawrence traduit lui-même ce roman en français en 1807, en l'intitulant L'Empire des Nairs ou Le paradis de l'amour – il deviendra, en 1817, Le Panorama des boudoirs ou l'Empire des Nairs. 
Lawrence rentre brièvement à Londres en 1802 où il rencontre notamment William Godwin.

### Prisonnier à Verdun
En 1803, Lawrence est avec son père à Bruxelles ; comme la plupart des Anglais résidant en France ou en Belgique, il est capturé par l'armée de Napoléon et reste prisonnier sur parole d'abord à Verdun puis à Tours et Orléans jusqu'en 1808. Il en rapportera des éléments pour un second livre et une traduction, en français, de son roman. Il l'intitule L'Empire des Nairs, ou Le paradis de l'amour et le fait imprimer, en 1807, par l'éditeur français de Mary Wollstonecraft et de Hays, Maradan. À peine sorti de presse, l'ouvrage est saisi par la police. Interdit en France, il n’est pas envoyé au pilon à condition que la totalité de ses exemplaires soit exportée en Allemagne. On trouve donc cette édition française dans quelques villes allemandes. Goethe le fait connaître à Vienne. 
Pendant ces années de captivité, Lawrence parvient à publier plusieurs traductions et textes poétiques dans la revue The Poetical Register qui précise à chaque fois que les textes ont été écrits à Weimar. On y trouve des poèmes tels que « The Oracle, from the German », « Stanzas, from the German of Matthison », « Forget me not », et « Epigram from the Greek ». 
En 1809, Lawrence parvient à s'échapper et rejoint Vienne en Autriche.  

### Les années londoniennes
En 1811, deux ans après son retour en Angleterre, Lawrence traduit son livre en anglais, avec un titre modifié: The Empire of the Nairs, or The Rights of Women, An Utopian Romance. Il paraît chez les frères Hookham, libres penseurs et républicains, futurs éditeurs de Percy Bysshe Shelley.
C’est sans doute la même année, ou juste après, qu’il publie la musique et les paroles de « Clara de Grey’s Song » dont le sous-titre porte l’indication suivante « from the Utopian Romance of The Empire of the Nairs, or the Rights of Women, Written by James Lawrence. The Music by Sterkel » et « Mirva, A Nair Ballad ».  
Une autre édition, en anglais semi-phonétique, non autorisée, est parue à Londres, sous l'égide des radicaux du Newgate : An Essay on the Nair System of Gallantry and inheritance; shewing its superiority over marriage, as insuring an indubitable genuinness ov birth, and being more favorable tu population (sic), the rights ov women, and the active disposition ov men. Selon les catalogues de bibliothèques, cet ouvrage est daté aux alentours de 1794 (New York Public Library) ou de 1800 (British Library).

C'est à Londres que l'Américain Aaron Burr, admirateur de son livre, lui rend visite. Mais l'admirateur le plus souvent cité, qui contribuera à maintenir la notoriété de Lawrence jusqu'à aujourd'hui, au moins dans l'historiographie anglaise, c'est le poète Percy Bysshe Shelley. Sa lettre à Lawrence (17 août 1812) est reproduite de biographie en biographie du poète anglais, comme la preuve de l'influence qu'il lui reconnaît sur ses idées concernant le mariage, l'illégitimité des enfants et la prostitution des femmes mariées. En voici un extrait : 
« Your Empire of the Nairs, which I read this Spring, succeeded in making me a perfect convert to its doctrines. I then retained no doubts of the evils of marriage, — Mrs. Wollstonecraft reasons too well for that ; but I had been dull enough not to perceive the greatest argument against it, until developed in the Nairs, viz., prostitution both legal and illegal ».
Une partie de l'œuvre de Shelley, en particulier Queen Mab (1813), Laon and Cythna (1817) et Rosalind and Helen (1819), serait inspirée de L'Empire des Nairs et de son apologie de l'amour libre (et de quelques-unes des scènes du roman), Mary Shelley, qui le compte au nombre de ses lectures de l'été 1814, aurait écrit Frankenstein en réponse (parodique) à Lawrence .

### France, terre d'accueil et de succès
En 1814, une fois « le Corse détrôné », il se hâte de rejoindre Paris. Il raconte comment il en vient à lire Helvétius, découvrant combien ses idées sur le mariage sont en accord avec celles du philosophe. La même année, la traduction française chez Maradan est autorisée, avec un titre inchangé : L'Empire des Nairs, ou Le paradis de l'amour. Contrairement à l’édition anglaise, le titre ne mentionne pas les droits des femmes. 
En 1815, au moins en mars et avril, il est de retour à Londres, où il rencontre parfois William Godwin qui le note consciencieusement dans son journal. 
De longs extraits de L'Empire des Nairs sont également publiés par le journal de Richard Carlile, en 1828. Mais c'est en France que Lawrence rencontre le plus de succès, notamment auprès des Saint-Simoniennes comme Claire Démar (à laquelle il rendra hommage dans la dernière édition de son livre, en 1837) Suzanne Voilquin et Flora Tristan. 
L'Empire des Nairs connaît alors de multiples éditions, tant en anglais qu'en français, sous des titres divers et variés, jusqu'au milieu des années 1830. Citons notamment Les enfants de Dieu ou La religion de Jésus réconciliée avec la philosophie, une synthèse en 15 pages de ses idées sur le mariage, la rémunération des mères et la paternité ou Plus de maris ! plus de pères ! ou le Paradis des enfants de Dieu
Lawrence meurt le 17 septembre 1840 à Londres, au tout nouveau Quadrant, à la croisée des squares huppés de l'élite aristocratique et des petites rues étroites et sombres habitées par la classe ouvrière, dans le quartier de Saint Mary-Le-Bone où avaient également vécu ses parents. 